# Дерлюк, Роман Олегович
Роман Олегович Дерлюк (род. 27 октября 1986, Ленинград) — российский хоккеист.

## Карьера

### Клубная
В 2005 году Дерлюк дебютировал в Суперлиге за СКА. В сезоне 2006/2007 Роман подписал контракт с ХК МВД. Он был выбран под общим 164-м номером на драфте НХЛ 2005 года командой «Флорида Пантерз». 1 июня 2011 года Дерлюк подписал начальный однолетний контракт с «Пантерз», но так и не сыграл в НХЛ.
- Финалист Кубка Гагарина 2010
- Обладатель Кубка Гагарина 2013

### Международная
1 апреля 2011 года дебютировал за национальную сборную в товарищеском матче против сборной Белоруссии.